# Törkenczy Miklós
Törkenczy Miklós (Budapest, 1956. július 7. –) az Eötvös Loránd Tudományegyetem Bölcsészettudományi Kar Angol–Amerikai Intézet egyetemi tanára, habilitált doktor (2009), az MTA doktora (2006), a nyelvtudományok kandidátusa (1994).

## Életrajza
Törkenczy József és Dőry Mária fiaként született.
1980-ban diplomázott az ELTE Bölcsészettudományi Kar angol szakán, ugyanitt 1981 óta tanít az angol tanszéken. Szakterületei a magyar fonológia, angol fonológia és a szótagszerkezet.

## Munkái
- The Phonology of Hungarian (Siptár Péterrel közösen) (Oxford University Press, 2000)
- Practical Hungarian grammar. A compact guide to the basics of Hungarian grammar (Corvina Kiadó, 2005, ISBN 9789631354737)
- Ungarische grammatik – Mit Zahlreichen Nützlichen Beispielen (Corvina Kiadó, 2008, ISBN 9789631357424)